# فلز رز

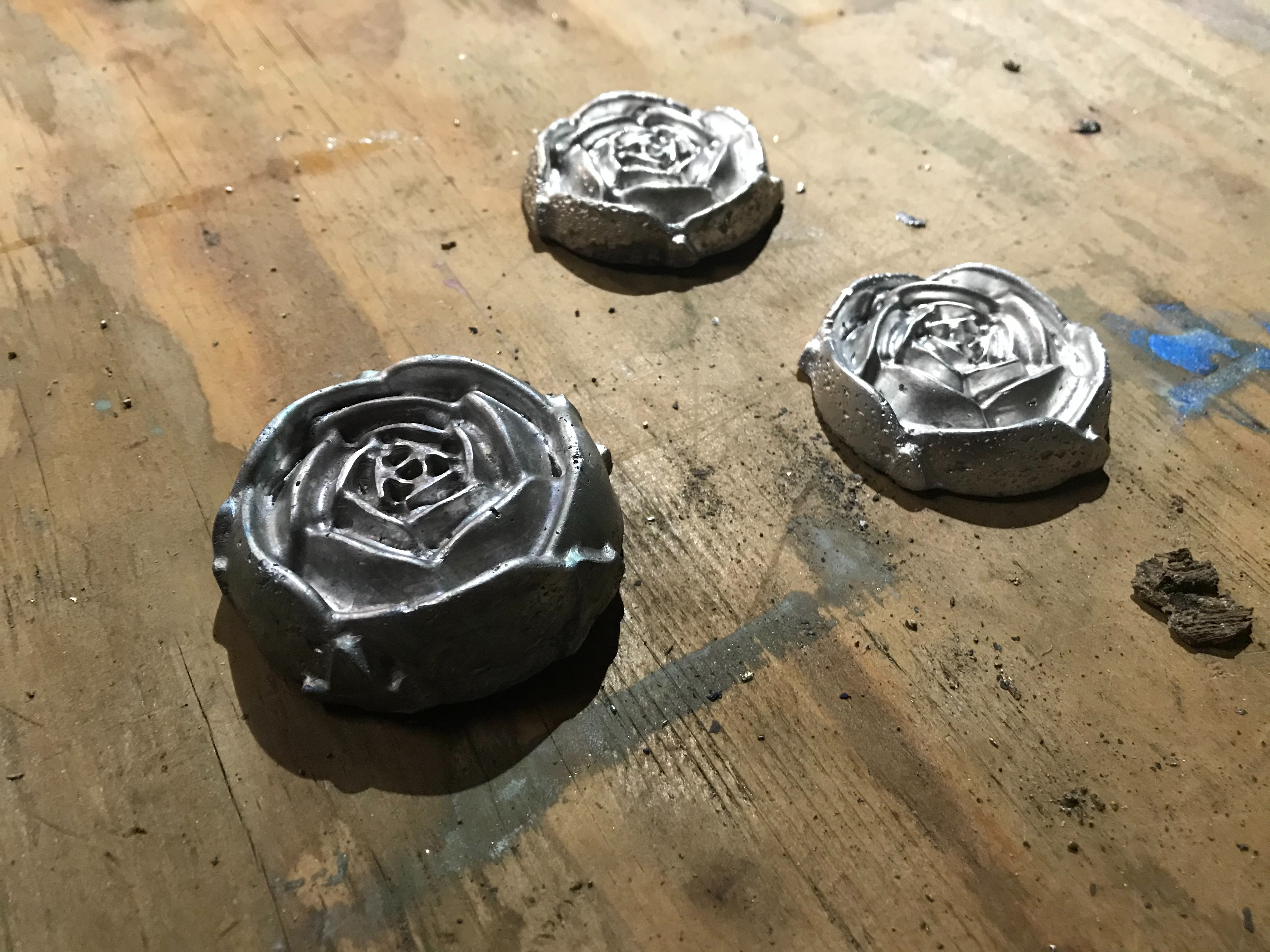

فلز رز، فلز رز یا آلیاژ رز آلیاژی قابل ذوب با نقطه ذوب پایین است.
فلز رز از ۵۰ درصد بیسموت، ۲۵ تا ۲۸ درصد سرب و ۲۲ تا ۲۵ درصد قلع تشکیل شده‌است. نقطه ذوب آن بین ۹۴ و ۹۸ درجه سلسیوس (۲۰۱ و ۲۰۸ درجه فارنهایت). این آلیاژ در هنگام انجماد به‌طور قابل ملاحظه ای منقبض یا منبسط نمی‌شود، این ویژگی تابعی از درصد بیسموت آن است.

## کاربردها
فلز رز چندین کاربرد رایج دارد:
1. به عنوان ماده لحیم کاری. برای محکم کردن نرده‌ها و نرده‌های چدنی در جیب‌ها در پایه‌ها و پله‌های سنگی استفاده می‌شد.
2. به عنوان یک وسیله انتقال حرارت در حمام‌های گرمایشی استفاده می‌شود.
3. به عنوان یک پرکننده چکش خوار برای جلوگیری از چروک شدن لوله‌ها به هنگام خم شدن کاربرد دارد. فلز رز ذوب شده، و در لوله ریخته می‌شود. سپس در جای خود جامد می‌شود اما شکل‌پذیر باقی می‌ماند. این اجازه می‌دهد تا لوله یا لوله بدون چین خوردگی خم شده و دوباره کار شود. پس از به دست آوردن شکل مورد نظر، فلز رز دوباره ذوب شده و جدا می‌شود و لوله یا لوله به شکل اصلاح شده خود باقی می‌ماند.

## تاریخچه
توسط شیمیدان آلمانی والنتین رز بزرگ، پدربزرگ هاینریش رز کشف شد.

## فلزات مشابه
الگو:Low melting point alloys